# Austerfjorden
Austerfjorden er en fjordarm af Gullesfjorden i Kvæfjord kommune i Troms og Finnmark fylke  i Norge. Den går 6 km mod syd til Botnjorda i bunden af fjorden. Fjorden har indløb mellem Limneset i nord og Hella i syd. Refsnes ligger på nordøstsiden lige indenfor indløbet. Herfra går der færge over til Flesnes på vestsiden af Gullesfjorden. Fra Revsnes går fjorden stort set stik mod syd. På østsiden ligger også bygden Melåa.
Fylkesvej 104 (Troms) går langs østsiden af fjorden.